# Jules Bianchi
Jules Bianchi, francoski dirkač, * 3. avgust 1989, Nica, Francija, † 17. julij 2015, Nica.
Bianchi je v prvenstvu Evropske Formula 3 osvojil tretje mesto leta 2008 in naslov prvaka leta 2009, ko je dosegel devet zmag. V sezonah 2010 in 2011 je v seriji GP2 osvojil tretje mesto v prvenstvu z edino doseženo zmago leta 2011. V sezoni 2012 je bil testni dirkač moštva Force India, na več dirkah tudi tretji dirkač, v sezoni 2013 pa je napredoval do mesta stalnega dirkača moštva Marussia-Cosworth. Brez osvojenih prvenstvenih točk je osvojil devetnajsto mesto v prvenstvu z najboljšo uvrstitvijo na trinajsto mesto dvakrat. Na dirki za Veliko nagrado Monaka 2014 je z devetim mestom dosegel edino uvrstitev moštva Marussia med dobitnike točk. 
Na dirki za Veliko nagrado Japonske je v trčenju v bager utrpel hujše poškodbe glave. Prenesli so ga v bolnišnico v rodni Nici, kjer je ostal v umetni komi, iz katere se ni več zbudil. Umrl je devet mesecev kasneje. To je prva smrtna žrtev dirk Formule 1 po usodni nesreči Ayrtona Senne leta 1994.

## Rezultati Formule 1
(legenda) (odebeljene dirke pomenijo najboljši štartni položaj, poševne pa najhitrejši krog, †-uvrščen kljub odstopu)
| Leto | Moštvo                     | Šasija            | Motor                   | 1      | 2       | 3      | 4      | 5      | 6       | 7       | 8      | 9       | 10     | 11     | 12      | 13     | 14     | 15      | 16     | 17     | 18     | 19     | 20  | Prv | Toč |
| ---- | -------------------------- | ----------------- | ----------------------- | ------ | ------- | ------ | ------ | ------ | ------- | ------- | ------ | ------- | ------ | ------ | ------- | ------ | ------ | ------- | ------ | ------ | ------ | ------ | --- | --- | --- |
| 2012 | Sahara Force India F1 Team | Force India VJM05 | Mercedes FO 108Z 2.4 V8 | AVS    | MAL     | KIT TD | BAH    | ŠPA TD | MON     | KAN     | EU TD  | VB TD   | NEM TD | MAD TD | BEL     | ITA TD | SIN    | JAP     | KOR TD | IND    | ABU TD | ZDA    | BRA | –   | –   |
| 2013 | Marussia F1 Team           | Marussia MR02     | Cosworth CA2013 V8      | AVS 15 | MAL 13  | KIT 15 | BAH 19 | ŠPA 18 | MON Ret | KAN 17  | VB 16  | NEM Ret | MAD 16 | BEL 18 | ITA 19  | SIN 18 | KOR 16 | JAP Ret | IND 18 | ABU 20 | ZDA 18 | BRA 17 |     | 19. | 0   |
| 2014 | Marussia F1 Team           | Marussia MR03     | Ferrari 059/3 1.6 V6 t  | AVS NC | MAL Ret | BAH 16 | KIT 17 | ŠPA 18 | MON 9   | KAN Ret | AVT 15 | VB 14   | NEM 15 | MAD 15 | BEL 18† | ITA 18 | SIN 16 | JAP 20† | RUS    | ZDA    | BRA    | ABU    |     | 17. | 2   |